# Taboy
Taboy (llamada oficialmente San Pedro de Taboi) es una parroquia española del municipio de Otero de Rey, en la provincia de Lugo, Galicia.

## Organización territorial
La parroquia está formada por once entidades de población, constando nueve de ellas en el nomenclátor del Instituto Nacional de Estadística español:
- Fontela
- Fraiz
- Gigán (Xigán)
- Pacio
- Pasadoiro (O Pasadoiro)
- Pereiro (O Pereiro)
- Peroxa (A Peroxa)
- Prado da Cal
- San Marcos
- Trasfonte
- Vilasusá

## Demografía
| Gráfica de evolución demográfica de Taboy entre 2000 y 2020 |
|                                                             |
| Datos según el nomenclátor publicado por el INE.            |

## Patrimonio
- El Pazo de Taboi, primitivo solar de los Saavedra, compuesto por varias casas, entre ellas la Casa del Bordón y la Casa del Pacio. En la actualidad sólo quedan los escudos de armas insertados en las fachadas de las dos casas, emplazados ahora en la fachada de la Casa de Bordón y la torre de Taboy.
- El Pazo de Guevara con capilla barroca y palomar.